# Spray fijador
Spray fijador (también spray fijador de maquillaje, spray de acabado o spray de maquillaje) es un producto cosmético diseñado para mantener el maquillaje aplicado en su lugar durante largos períodos de tiempo. Generalmente se vende en pequeñas botellas de spray, el spray fijador se aplica rociando la niebla sobre la cara, manteniendo la aplicación de maquillaje húmeda durante varias horas:3.

## Industria
Producidos originalmente para la industria del entretenimiento por compañías de cosméticos, los aerosoles fijadores se desarrollaron para limitar la reaplicación de maquillaje para actores de teatro y cine.
La empresa de cosméticos Skindinavia lanzó al mercado un spray fijador orientado al consumidor, acreditado como el primero en hacerlo. El producto, llamado Makeup Finishing Spray, ganó popularidad en Hollywood, donde se usó en programas como Project Runway y Dancing With The Stars. Muchas celebridades también adoptaron el uso de aerosoles fijadores.
Desde el lanzamiento de Skindinavia, muchos otros aerosoles fijadores han ingresado al mercado, incluidos los productos fabricados por Eyes Lips Face (J.A. Cosmetics Corp), Matrix y Sephora.

## Industria del entretenimiento
Debido a que los aerosoles fijadores pueden preservar el maquillaje a través del calor, el sudor y el esfuerzo físico, se han convertido en un producto ampliamente utilizado en la industria del entretenimiento, favorecido por los estilistas del teatro, el cine y la televisión.

## Eficacia
La industria cosmética ha aceptado los espráis fijadores como complemento de los polvos para evitar que la piel se seque durante períodos más prolongados, sin embargo, hay revisores de productos que se han preguntado si un espray fijador es eficaz cuando no se usa base, aunque ha demostrado su eficacia con un mínimo de maquillaje.